# Gallieni
Gallieni – stacja linii nr 3 metra w Paryżu. Stacja znajduje się w gminie Bagnolet. Została otwarta 27 marca 1971 roku.